# Мала Калинівка
Мала́ Кали́нівка — село в Україні, у Новопокровській селищній громаді Дніпровського району Дніпропетровської області. Населення — 365 мешканців.

## Географія
Село Мала Калинівка знаходиться на одному з джерел річки Солона, на відстані 2,5 км від села Іверське. Поруч проходить залізниця, платформа 298 км за 1,5 км.

## Населення

### Мова
Розподіл населення за рідною мовою за даними перепису 2001 року:
| Мова                | Відсоток |
| ------------------- | -------- |
| українська          | 89,3 %   |
| російська           | 7,1 %    |
| молдовська          | 2,2 %    |
| інші/не визначилися | 1,4 %    |

## Інтернет-посилання
- Погода в селі Мала Калинівка [Архівовано 24 листопада 2020 у Wayback Machine.]

1. ↑  Рідні мови в об'єднаних територіальних громадах України — Український центр суспільних даних